# Euonthophagus dorbignyi
Euonthophagus dorbignyi là một loài bọ cánh cứng trong họ Bọ hung (Scarabaeidae).